# Philip Claeys
Philip Claeys (* 24. Mai 1965 in Gent) ist ein belgischer rechtsgerichteter Politiker der Partei Vlaams Belang. Von 2003 bis 2014 war er Mitglied des Europäischen Parlaments.

## Leben
Claeys ist ausgebildeter Übersetzer (1988) und hat einen zusätzlichen Studienabschluss im Marketing (1991). Er war als Jugendvorsitzender von 1995 bis 1999 für die Partei Vlaams Blok aktiv, welche sich im November 2004 nach der Verurteilung durch das belgische oberste Berufungsgericht aufgelöst und als Vlaams Belang neu gegründet hat. Seit 1999 war er Chefredakteur des Magazins des Vlaams Blok und ist heute Chefredakteur des Vlaams Belang Magazine. Claeys war von 1995 bis 2003 Sekretär der Fraktion des Vlaams Blok im Flämischen Parlament und ist seit 1995 Mitglied des Parteivorstands.
2003 wurde Claeys als Nachfolger für Karel Dillen in das Europäische Parlament gewählt. Er war Mitglied und stellvertretender Vorsitzender der Fraktion Identität, Tradition, Souveränität, welche im November 2007 aufgelöst wurde, und ist seither fraktionslos. Zudem ist er Mitglied im Ausschuss für bürgerliche Freiheiten, Justiz und Inneres und in der Delegation für die Beziehungen zu den Ländern Südostasiens und der Vereinigung südostasiatischer Staaten (ASEAN).
Als Stellvertreter ist er im Ausschuss für auswärtige Angelegenheiten und in der Delegation für die Beziehungen zu den Vereinigten Staaten.
Claeys wohnt mit seiner Ehefrau und seinen zwei Kindern in Overijse.